# Salmo 86
El Salmo 86 es el salmo número 86 del Libro de los Salmos, que comienza en inglés en la King James Version: «Inclina tu oído, Señor, escúchame, porque soy pobre y necesitado». En el sistema de numeración ligeramente diferente utilizado en las traducciones griega Septuaginta y latina Vulgata de la Biblia, este salmo es Salmo 85'. En latín, se conoce como «Inclina Domine». Se atribuye a David.
El salmo forma parte habitual de la liturgia judía, católica, luterano, anglicano y otras liturgias protestantes. Ha sido parafraseado en himnos y musicado, entre otros, por Heinrich Schütz en alemán y Basil Harwood en latín. Henry Purcell y Gustav Holst compusieron elaborados himnos en inglés. En Elijah de Mendelssohn, se utilizan tres Versículos del Salmo 86 en la narración.

## Texto
La siguiente tabla muestra el texto en hebreo del salmo con vocales, junto con el texto en griego koiné texto en la Septuaginta y la traducción al español de la Biblia del Rey Jacobo. Tenga en cuenta que el significado puede diferir ligeramente entre estas versiones, ya que la Septuaginta y el texto masorético provienen de tradiciones textuales diferentes. En la Septuaginta, este salmo se numera como Salmo 85.
| #  | Hebreo                                                         | Inglés | Griego |
| -- | -------------------------------------------------------------- | --- | --- |
| 1  | תְּפִלָּ֗ה לְדָ֫וִ֥ד הַטֵּֽה־יְהֹוָ֣ה אׇזְנְךָ֣ עֲנֵ֑נִי כִּֽי־עָנִ֖י וְאֶבְי֣וֹן אָֽנִי׃                | (Una oración de David.) Inclina tu oído, oh Señor, escúchame, porque soy pobre y necesitado.                                                      | Προσευχὴ τῷ Δαυΐδ. - ΚΛΙΝΟΝ, Κύριε, τὸ οὖς σου καὶ ἐπάκουσόν μου, ὅτι πτωχὸς καὶ πένης εἰμὶ ἐγώ.                                       |
| 2  | שׇׁ֥מְרָ֣ה נַפְשִׁי֮ כִּֽי־חָסִ֢יד אָ֥֫נִי הוֹשַׁ֣ע עַ֭בְדְּךָ אַתָּ֣ה אֱלֹהַ֑י הַבּוֹטֵ֥חַ אֵלֶֽיךָ׃           | Preserva mi alma, porque soy santo; oh Dios mío, salva a tu siervo que confía en ti.                                                              | φύλαξον τὴν ψυχήν μου, ὅτι ὅσιός εἰμι· σῶσον τὸν δοῦλόν σου, ὁ Θεός μου, τὸν ἐλπίζοντα ἐπὶ σέ.                                         |
| 3  | חׇנֵּ֥נִי אֲדֹנָ֑י כִּ֥י אֵלֶ֥יךָ אֶ֝קְרָ֗א כׇּל־הַיּֽוֹם׃                                | Ten misericordia de mí, oh Señor, porque a ti clamo todo el día.                                                                                  | ἐλέησόν με, Κύριε, ὅτι πρὸς σὲ κεκράξομαι ὅλην τὴν ἡμέραν.                                                                             |
| 4  | שַׂ֭מֵּחַ נֶ֣פֶשׁ עַבְדֶּ֑ךָ כִּ֥י אֵלֶ֥יךָ אֲ֝דֹנָ֗י נַפְשִׁ֥י אֶשָּֽׂא׃                            | Alégrate, alma de tu siervo, porque a ti, Señor, elevo mi alma.                                                                                   | εὔφρανον τὴν ψυχὴν τοῦ δούλου σου, ὅτι πρὸς σέ, Κύριε, ἦρα τὴν ψυχήν μου.                                                              |
| 5  | כִּֽי־אַתָּ֣ה אֲ֭דֹנָי ט֣וֹב וְסַלָּ֑ח וְרַב־חֶ֝֗סֶד לְכׇל־קֹֽרְאֶֽיךָ׃                        | Porque tú, Señor, eres bueno y estás dispuesto a perdonar; y abundante en misericordia para con todos los que te invocan.                         | ὅτι σύ, Κύριε, χρηστὸς καὶ ἐπιεικὴς καὶ πολυέλεος πᾶσι τοῖς ἐπικαλουμένοις σε.                                                         |
| 6  | הַאֲזִ֣ינָה יְ֭הֹוָה תְּפִלָּתִ֑י וְ֝הַקְשִׁ֗יבָה בְּק֣וֹל תַּחֲנוּנוֹתָֽי׃                       | Escucha, Señor, mi oración; y atiende a la voz de mis súplicas.                                                                                   | ἐνώτισαι, Κύριε, τὴν προσευχήν μου καὶ πρόσχες τῇ φωνῇ τῆς δεήσεώς μου.                                                                |
| 7  | בְּי֣וֹם צָ֭רָתִֽי אֶקְרָאֶ֗ךָּ כִּ֣י תַעֲנֵֽנִי׃                                      | En el día de mi angustia te invocaré, porque tú me responderás.                                                                                   | ἐν ἡμέρᾳ θλίψεώς μου ἐκέκραξα πρὸς σέ, ὅτι ἐπήκουσάς μου.                                                                              |
| 8  | אֵין־כָּמוֹךָ בָאֱלֹהִ֥ים ׀ אֲדֹנָ֗י וְאֵ֣ין כְּֽמַעֲשֶֽׂיךָ׃                            | Entre los dioses no hay nadie como tú, Señor; ni hay obras como las tuyas.                                                                        | οὐκ ἔστιν ὅμοιός σοι ἐν θεοῖς, Κύριε, καὶ οὐκ ἔστι κατὰ τὰ ἔργα σου.                                                                   |
| 9  | כׇּל־גּוֹיִ֤ם ׀ אֲשֶׁ֥ר עָשִׂ֗יתָ יָב֤וֹאוּ ׀ וְיִשְׁתַּחֲו֣וּ לְפָנֶ֣יךָ אֲדֹנָ֑י וִ֖יכַבְּד֣וּ לשְׁמֶֽךָ׃     | Todas las naciones que tú has creado vendrán y se postrarán ante ti, Señor, y glorificarán tu nombre.                                             | πάντα τὰ ἔθνη, ὅσα ἐποίησας, ἥξουσι καὶ προσκυνήσουσιν ἐνώπιόν σου, Κύριε, καὶ δοξάσουσι τὸ ὄνομά σου.                                 |
| 10 | כִּֽי־גָד֣וֹל אַ֭תָּה וְעֹשֵׂ֣ה נִפְלָא֑וֹת אַתָּ֖ה אֱלֹהִ֣ים לְבַדֶּֽךָ׃                        | Porque tú eres grande y haces cosas maravillosas; tú solo eres Dios.                                                                              | ὅτι μέγας εἶ σὺ καὶ ποιῶν θαυμάσια, σὺ εἶ Θεὸς μόνος.                                                                                  |
| 11 | ה֘וֹרֵ֤נִי יְהֹוָ֨ה ׀ דַּרְכֶּ֗ךָ אֲהַלֵּ֥ךְ בַּאֲמִתֶּ֑ךָ יַחֵ֥ד לְ֝בָבִ֗י לְיִרְאָ֥ה שְׁמֶֽךָ׃               | Enséñame, Señor, tu camino; caminaré en tu verdad; une mi corazón para temer tu nombre.                                                           | ὁδήγησόν με, Κύριε, ἐν τῇ ὁδῷ σου, καὶ πορεύσομαι ἐν τῇ ἀληθείᾳ σου· εὐφρανθήτω ἡ καρδία μου τοῦ φοβεῖσθαι τὸ ὄνομά σου.               |
| 12 | אוֹדְךָ֤ ׀ אֲדֹנָ֣י אֱ֭לֹהַי בְּכׇל־לְבָבִ֑י וַאֲכַבְּדָ֖ה שִׁמְךָ֣ לְעוֹלָֽם׃                    | Te alabaré, Señor, Dios mío, con todo mi corazón, y glorificaré tu nombre por siempre.                                                            | ἐξομολογήσομαί σοι, Κύριε ὁ Θεός μου, ἐν ὅλῃ καρδίᾳ μου, καὶ δοξάσω τὸ ὄνομά σου εἰς τὸν αἰῶνα.                                        |
| 13 | כִּֽי־חַ֭סְדְּךָ גָּד֣וֹל עָלָ֑י וְהִצַּ֥לְתָּ נַ֝פְשִׁ֗י מִשְּׁא֥וֹל תַּחְתִּיָּֽה׃                       | Porque grande es tu misericordia para conmigo, y has librado mi alma del infierno más profundo.                                                   | ὅτι τὸ ἔλεός σου μέγα ἐπ᾿ ἐμὲ καὶ ἐρρύσω τὴν ψυχήν μου ἐξ ᾅδου κατωτάτου.                                                              |
| 14 | אֱלֹהִ֤ים ׀ זֵ֘דִ֤ים קָֽמוּ־עָלַ֗י וַעֲדַ֣ת עָ֭רִיצִים בִּקְשׁ֣וּ נַפְשִׁ֑י וְלֹ֖א שָׂמ֣וּךָ לְנֶגְדָּֽם׃     | Oh Dios, los soberbios se han levantado contra mí, y las asambleas de hombres violentos han buscado mi alma; y no te han puesto delante de ellos. | ὁ Θεός, παράνομοι ἐπανέστησαν ἐπ᾿ ἐμέ, καὶ συναγωγὴ κραταιῶν ἐζήτησαν τὴν ψυχήν μου καὶ οὐ προέθεντό σε ἐνώπιον αὐτῶν.                 |
| 15 | וְאַתָּ֣ה אֲ֭דֹנָי אֵל־רַח֣וּם וְחַנּ֑וּן אֶ֥רֶךְ אַ֝פַּ֗יִם וְרַב־חֶ֥סֶד וֶאֱמֶֽת׃                 | Pero tú, Señor, eres un Dios compasivo y clemente, lento para la ira y grande en misericordia y verdad.                                           | καὶ σύ, Κύριε ὁ Θεός μου, οἰκτίρμων καὶ ἐλεήμων, μακρόθυμος καὶ πολυέλεος καὶ ἀληθινός.                                                |
| 16 | פְּנֵ֥ה אֵלַ֗י וְחׇ֫נֵּ֥נִי תְּנָֽה־עֻזְּךָ֥ לְעַבְדֶּ֑ךָ וְ֝הוֹשִׁ֗יעָה לְבֶן־אֲמָתֶֽךָ׃                  | O vuelve hacia mí y ten misericordia de mí; da tu fuerza a tu siervo y salva al hijo de tu sierva.                                                | ἐπίβλεψον ἐπ᾿ ἐμὲ καὶ ἐλέησόν με, δὸς τὸ κράτος σου τῷ παιδί σου καὶ σῶσον τὸν υἱὸν τῆς παιδίσκης σου.                                 |
| 17 | עֲשֵֽׂה־עִמִּ֥י א֗וֹת לְט֫וֹבָ֥ה וְיִרְא֣וּ שֹׂנְאַ֣י וְיֵבֹ֑שׁוּ כִּֽי־אַתָּ֥ה יְ֝הֹוָ֗ה עֲזַרְתַּ֥נִי וְנִחַמְתָּֽנִי׃ | Muéstrame una señal de tu bondad, para que lo vean los que me odian y se avergüencen, porque tú, Señor, me has ayudado y consolado.               | ποίησον μετ᾿ ἐμοῦ σημεῖον εἰς ἀγαθόν, καὶ ἰδέτωσαν οἱ μισοῦντές με καὶ αἰσχυνθήτωσαν, ὅτι σύ, Κύριε, ἐβοήθησάς μοι καὶ παρεκάλεσάς με. |

### King James Version
Oración de David
1. Inclina tu oído, oh Señor, escúchame; porque soy pobre y menesteroso.
2. Preserva mi alma, porque soy santo: Oh tú, Dios mío, salva a tu siervo que confía en ti.
3. Ten piedad de mí, Señor, porque a ti clamo cada día.
4. Alegra el alma de tu siervo, porque a ti, Señor, elevo mi alma.
5. Porque tú, Señor, eres bueno y perdonador, y grande en misericordia para con todos los que te invocan.
6. Escucha, Señor, mi oración y atiende la voz de mis súplicas.
7. En el día de mi angustia te invocaré, porque tú me responderás.
8. Entre los dioses no hay ninguno como tú, oh Jehová; ni hay obras semejantes a tus obras.
9. Todas las naciones que hiciste vendrán y adorarán delante de ti, Señor; y glorificarán tu nombre.
10. Porque tú eres grande, y haces maravillas; sólo tú eres Dios.
11. Enséñame, oh Jehová, tu camino; en tu verdad andaré; une mi corazón para que tema tu nombre.
12. Te alabaré, Señor, Dios mío, con todo mi corazón; y glorificaré tu nombre para siempre.
13. Porque grande es tu misericordia para conmigo: y has librado mi alma del más bajo infierno.
14. Oh Dios, los soberbios se han levantado contra mí, y las asambleas de hombres violentos han buscado mi alma; y no te han puesto delante de ellos.
15. Pero tú, Señor, eres un Dios lleno de compasión, clemente, paciente y generoso en misericordia y verdad.
16. Vuélvete a mí, y ten misericordia de mí; da tu fuerza a tu siervo, y salva al hijo de tu sierva.
17. Muéstrame señal de bien, para que la vean los que me aborrecen, y se avergüencen; porque tú, Señor, me has sustentado y consolado.

## Comentarios

### De la Iglesia católica

#### A todo el salmo
Este salmo, atribuido a David, está ubicado entre los salmos de los hijos de Coré (84-88) y contiene numerosas frases tomadas de otros salmos, formando una especie de recopilación, lo que sugiere una composición tardía. Destacan en él las referencias a la misericordia y fidelidad de Dios, reflejando un vínculo con el salmo precedente, el Salmo 85,11-12.
La oración comienza con una petición de protección, reconociendo la bondad y el poder de Dios, y continúa con un ruego para conocer su camino y prometerle alabanza. Finaliza con la presentación de la situación del salmista, su confianza y súplica reiterada, cerrando con la afirmación de que Dios socorre y consuela. Además, este salmo anticipa el reconocimiento universal del Dios único de Israel, cuya obra no tiene igual. Para el creyente cristiano, esta proclamación se vincula no solo con la revelación de Dios a Moisés, sino también con la salvación manifestada en la resurrección de Jesús.

#### A los versículos 1-10
El salmista se dirige al Señor reconociéndose como un «pobre» confiado y un «siervo» dedicado a su servicio. Por eso, llama a Dios repetidamente «Señor» o «Señor mío» (Adonay), entendiendo que es su Amo. Esta confianza en que Dios escucha sus súplicas fortalece su oración. Reconoce a Dios como único y digno de alabanza por parte de todos los pueblos. En Apocalipsis 15,3-4, el cántico de los salvados retoma las palabras del versículo 9, identificándolo como «cántico de Moisés, siervo de Dios, y cántico del Cordero», y anuncia que todas las naciones se postrarán ante Dios porque sus juicios se han manifestado.

#### A los versículos 11-17
El salmista solicita poder vivir conforme a la fidelidad de Dios y adorarlo con un corazón sincero (v. 11), siendo esta su petición principal en el salmo. Además, se compromete a alabar a Dios en agradecimiento por haberlo salvado de la muerte (vv. 12-13). El «camino» mencionado (v. 11) se entiende como Cristo Jesús, a quien Dios ha dado como guía definitiva para la humanidad, y quien afirmó acerca de sí mismo: «Yo soy el camino» (Jn 14,6). 
Agustín de Hipona recurre a esta realidad para enseñar que Cristo es el camino de la oración del cristiano: 

No pudo Dios hacer a los hombres un don mayor que el de darles por cabeza al que es su Palabra, por quien ha fundado todas las cosas, uniéndolos a Él como miembros suyos, de forma que Él es Hijo de Dios e Hijo del hombre al mismo tiempo, Dios uno con el Padre y hombre con el hombre, y así, cuando nos dirigimos a Dios con súplicas, no establecemos separación con el Hijo, y cuando es el cuerpo del Hijo quien ora, no se separa de su cabeza, y el mismo salvador del cuerpo, nuestro Señor Jesucristo, Hijo de Dios, es el que ora por nosotros, en nosotros y es invocado por nosotros. Ora por nosotros como sacerdote nuestro, ora en nosotros por ser nuestra cabeza, es invocado por nosotros como Dios nuestro. Reconozcamos, pues, en Él nuestras propias voces y reconozcamos también su voz en nosotros.

Utilizando expresiones propias para describir su aflicción y la bondad de Dios (v. 15; cf. Ex 34,6), el salmista vuelve a solicitar ayuda divina (vv. 16-17). La frase que hemos traducido como «señal de benevolencia» refleja una petición de intervención especial por parte de Dios. También puede interpretarse como un «signo de bondad», es decir, que la gracia de Dios se manifieste visiblemente en su vida, tanto a través de los favores recibidos como en la integridad de su conducta.

## Oración de David
El salmo lleva el título de «Oración de David» (תְּפִלָּ֗ה לְדָ֫וִ֥ד; tə-p̄i-lāh lə-ḏā-wiḏ). Es uno de los cinco salmos etiquetados como «oración» (tefilá), y tiene un parecido con el Salmo 17, que también tiene este título (cf. Salmo 90, conocido como la «oración de Moisés»). Este salmo es el único atribuido a David en el Libro 3 de los Salmos (que comprende del Salmo 73 al Salmo 89). Los tres salmos anteriores (Salmos 83-85) y los Salmos 87 y 88 se atribuyen a los hijos de Coré.
El comentarista bíblico Cyril Rodd sugiere que en este salmo se transparentan tres partes:
La primera, versículos 1-7, es 'una súplica de ayuda'; en relación con 'la piedad del salmista' (versículos 1-4) y 'el carácter de Dios' (versículos 5-7).
La segunda, versículos 8-13, forma un himno, «interrumpido por una llamada a Dios para que enseñe al salmista» (versículo 11), y concluyendo con una «confianza agradecida» por la respuesta a la oración, y «un voto para ofrecer alabanzas»/«sacrificar una ofrenda de agradecimiento» (versículos 12-13).
La parte final, Versículos 14-17, son 'oración renovada', terminando con la petición de una 'señal' o la 'salvación'.
La composición del salmo presenta frecuentes paralelismos y repeticiones, como un 'para' óctuple (versículos 1, 2, 3, 4, 5, 7, 10, 13), el 'Señor' repetido once veces (versículos 1, 3, 4, 5, 6, 8, 9, 11, 12, 15, 17, siendo siete de ellas adonai (versículos 3, 4, 5, 8, 9, 12, 15), y las cuatro restantes como «YHWH». El salmista es nombrado el siervo de YHWH (abdeka; «tu siervo») en los versículos 2, 4, 16, lo que puede indicar patrones literarios. Se ha descubierto una estructura quiastica, con el versículo 11 en el centro:
1-4
5-6
7
8-10
11
12-13
14
15
16-17
Versículos 5 y 15 se refieren a Exodus 34:6-7; Versículo 16 es una paráfrasis de la parte media en la Bendición de Aarón (Numbers 6:25).

## Versículo 1
Inclina tu oído, Señor, escúchame;
Porque soy pobre y necesitado..
La misma petición aparece en Psalm 40:17.

## Usos

### Judaísmo
- El Versículo 5 forma parte de uno de los párrafos intermedios de Uva Letzion.[15]
- El Versículo 8 se recita al abrir las Hakafot en Simjat Torá.[16]
- Versículos 9 y 10 forman parte de Baruj Hashem L'Olam durante Maariv.[17]

### Nuevo Testamento
- Versículo 9 es citado en el Apocalipsis Apocalipsis 15:4.[18]

### Iglesia católica
El Salmo 86 se recita o canta durante las completas de los lunes en la Liturgia de las horas. Para facilitar la comprensión se le asigna a cada salmo un título en rojo (rúbrica) que no forma parte del salmo. El título del Salmo 96 es Oración de un pobre ante las adversidades.

### Iglesia ortodoxa
En la Iglesia ortodoxa, el Salmo 85 (Salmo 86 en el Texto Masorético) se lee diariamente en la Hora Nona. Forma parte de la duodécima división Kathisma del Salterio, que se lee en Vísperas los miércoles por la noche, así como los martes y jueves durante la Cuaresma, en Maitines y en la Hora Nona, respectivamente.

### Libro de Oración Común
En el Libro de Oración Común de la Iglesia de Inglaterra, este salmo se lee en la mañana del día 17 del mes.

### Usos históricos
Una inscripción en griego koiné, la lengua utilizada en el Nuevo Testamento, descubierta en 2023 en la bizantina monasterio de Kastellion del desierto de Judea, representa una paráfrasis de parte del Salmo 86, donde la invocación original de «el Señor» ha sido sustituida por una de Jesucristo.

## Configuraciones musicales
Varios himnos parafrasean el Salmo 86 o partes de él, incluyendo «Inclina tu oído, Señor».
El compositor renacentista Cristóbal de Morales compuso un motete en latín, «Inclina Domine aurem tuam», publicado por primera vez en 1543.Wacław z Szamotuł compuso Nakłoń, Panie, ku mnie ucho Twoje canción a la traducción polaca del Salmo 86 de Mikołaj Rej en el siglo XVI. Heinrich Schütz estableció una paráfrasis métrica alemana, «Herr, neig zu mir dein gnädigs Ohr» (Señor, inclina hacia mí tu gracioso oído) como parte del Salterio Becker de 1602, como Schütz-Werke-Verzeichnis. 183. Henry Purcell compuso un himno, Bow down thine ear, O Lord, Z11, en 1681 o antes. Se basa en los Versículos 1, 3-6, 8, 10-12, alternando solistas y coro, con órgano.
Andreas Romberg escribió siete ajustes de salmos para diferentes coros sin acompañamiento, titulados Psalmodie, Op. 65, entre 1817 y 1820, utilizando traducciones al alemán de Moses Mendelssohn. El Salmo 86 es el primero, escrito para un coro a cinco voces SSATB. En el Elijah] de Mendelssohn, se utilizan tres Versículos del Salmo 86 en la narración del oratorio. En #2, un dúo, el comienzo se utiliza para iniciar una súplica, y en el #8, la escena entre Elías y la viuda, primero parafrasea el Versículo 16 y luego cita el Versículo 15, «porque Tú eres clemente, y lleno de compasión y abundante en misericordia y verdad», rogando que le devuelva la vida a su hijo.
La compositora británica Clara Ross (1858-1954) utilizó el Salmo 86 para el texto de su canción «Comfort the Soul of Thy Servant». William Crotch estableció el versículo 4 como un himno para coro y órgano, Comfort, O Lord, The Soul of Thy Servant. Basil Harwood compuso una adaptación del salmo para su tesis doctoral en 1896, Inclina domine. Walter Piston compuso una composición en inglés para coro a cuatro voces y piano. Gustav Holst compuso el Salmo 86, junto con el Salmo 148 en inglés, «To my humble supplication», para coro mixto, orquesta de cuerda y órgano en 1912. George Enescu planeó una sinfonía en fa menor para barítono, coro y orquesta sobre el texto del Salmo 86, pero sólo dejó fragmentos hacia 1917.
En 1985, Xaver Paul Thoma compuso una adaptación para mezzosoprano, viola y órgano, estrenada en 1993 en Karlsruhe-Durlach por Henrike Paede, Jean-Eric Souzy como violista y Hans Martin Corrinth como organista.